# Jean Treunet
Jean Paul Émile Edmond Treunet (* 17. Mai 1895 in Abbeville; † 9. Februar 1980 in Feuquières-en-Vimeu) war ein französischer Autorennfahrer.

## Karriere als Rennfahrer
Jean Treunet war in den 1920er- und 1930er-Jahren vor allem im Sportwagensport aktiv. Er bestritt mehrmals das 24-Stunden-Rennen von Spa-Francorchamps und dreimal das 24-Stunden-Rennen von Le Mans. In Spa war seine beste Platzierung der Gesamtrang 1932, gemeinsam mit Michel Doré auf einem B.N.C.
Auch in Le Mans war Doré sein Partner bei seinem größten Erfolg. 1928 fuhr das Duo einen B.N.C. zum siebten Gesamtrang und zum Klassensieg.

## Statistik

### Le-Mans-Ergebnisse
| Jahr | Team                  | Fahrzeug         | Teamkollege  | Platzierung            | Ausfallgrund |
| ---- | --------------------- | ---------------- | ------------ | ---------------------- | ------------ |
| 1928 | Bollack Netter et Cie | BNC Type H Monza | Michel Doré  | Rang 7 und Klassensieg |              |
| 1929 | Bollack Netter et Cie | B.N.C. Type 527  | Michel Doré  | Ausfall                | Motorschaden |
| 1935 | Pierre Duval          | B.N.C.           | Pierre Duval | Rang 21                |              |